# Heinrich Lübke
Karl Heinrich Lübke, född 14 oktober 1894 i Enkhausen, Provinsen Westfalen, död 6 april 1972 i Bonn, var en tysk politiker som tillhörde Deutsche Zentrumspartei i Weimarrepubliken och senare kristdemokraterna (CDU) i Västtyskland.

## Biografi
Lübke invaldes 1949 i förbundsdagen som representant för CDU. Han var jordbruks-, närings- och skogsminister 1953–1959 och efterträdde 1959 Theodor Heuss som förbundspresident sedan Konrad Adenauer avstått från att kandidera till posten. Lübke omvaldes 1964 och avgick några månader i förtid 1969.